# Richard Hyland
Richard Francis Hyland (San Francisco, 6 juli 1900 - Wawona, 16 juli 1981) was een Amerikaans rugbyspeler.

## Carrière
Tijdens de Olympische Zomerspelen 1924 werd hij met de Amerikaanse ploeg olympisch kampioen.

## Erelijst

### Met Verenigde Staten
- Olympische Zomerspelen:  1924